# 莫度男爵
卡爾·阿瑪迪斯·莫度男爵（英語：Baron Karl Amadeus Mordo），一般通稱為莫度男爵（英語：Baron Mordo）。是一位出現在漫威漫畫中的超級反派，他與奇異博士同為至尊魔法師古一的弟子，也是奇異博士的宿敵之一，莫度男爵是名強大的魔法師，精通黑魔法、召喚惡魔。

## 虛構人物傳記
卡爾·阿瑪迪斯·莫度出生於羅馬尼亞的外西凡尼亞，他在年輕時即拜至尊魔法師古一為師，作為弟子在其門下學習魔法。

## 能力
莫度男爵是古一的弟子，亦是奇異博士的前輩，他懂得的魔法和神祕知識與奇異博士不相上下，奇異博士懂得使用的魔法他也懂得使用，有時候以經驗來說甚至還在奇異博士之上。另外，他因為個人偏好而特別擅長使用黑魔法和催眠術。
為了獲取更強大的力量，莫度不惜違反師父古一的勸諫而學會了召喚惡魔的技能，甚至與黑暗次元的主人多瑪暮訂下契約，以自己的靈魂來換取黑暗次元的強大力量和無限的邪惡魔力。

## 其他媒體

### 動畫
- 《終極蜘蛛人》：在「Miles from Home」該集之中登場，配音員為Danny Jacobs[2]。

### 電影
- 《斯特蘭奇博士：至尊巫師》：動畫電影，莫度男爵由凱文·麥可·理查森配音。

- 漫威電影宇宙：由奇維托·艾吉佛飾演卡爾·莫度。
  - 《奇異博士》（2016年）[3]
  - 《奇異博士2：失控多重宇宙》（2022年）：838號宇宙中的光照會成員，亦是該宇宙的至尊魔法師。

### 電子遊戲
- 《MARVEL未來之戰》：手機遊戲，莫度男爵是玩家可使用角色之一[4]。
- 《MARVEL未來革命》

## 外部連結
- 莫度男爵 （页面存档备份，存于） 在漫威官網
- 莫度男爵 （页面存档备份，存于） 在Marvel Directory